# Церква Різдва Богородиці (Жубровичі)
Церква Різдва Богородиці (Жубровичі) — дерев’яна православна церква у селі Жубровичі, Олевський район, Житомирська область. Побудована у стилі волинської школи народної архітектури. Належить до пам'яток містобудування і архітектури місцевого значення.

## Історія
Село Жубровичі згадується з 1545 року, а церковний комплекс створено у 1698 р. Внесений до пам’яток УРСР постановою № 442 від 1979 року. Церква розташована в центрі села. Вона огороджена, і пройти до неї можна через дерев'яні ворота. За спогадами місцевих жителів, храм існував тут ще з давніх часів, проте нинішня будівля є зразком збереженої дерев’яної архітектури.
Під час Другої світової війни церква зазнала пошкоджень: дзвіниця була втрачена. Проте сам храм уцілів і залишається діючим.

## Архітектура
Храм тризрубний, трибанний, належить до рідкісного типу споруд волинської школи народної архітектури. План утворюють три квадратні зруби, центральний з яких — найбільший. Домінуючим елементом є центральний об'єм, перекритий плескатою восьмигранною шатровою банею, увінчаною луковичною главкою на невисокому восьмерику з одним заломом.
Бабинець і вівтар мають чотиригранне перекриття з мікроскопічними заломами. Зовні храм пофарбований у синій колір, дах вкритий залізом, пофарбований зеленим кольором.
В інтер'єрі зберігся іконостас у стилі пізнього ренесансу з гарно оздобленими царськими вратами. Верхній ярус увінчує ікона Богородиці з немовлям.

## Сучасний стан
Церква діюча, відкрита для візитів, добре збережена, разом із дзвіницею. Використовується для богослужінь, хрещень і місцевих свят. 